# 야마모토 곤노효에
야마모토 곤노효에(일본어: 山本権兵衛, 1852년 11월 26일 ~ 1933년 12월 8일), 또는 야마모토 곤베(やまもと ごんべえ)는 일본의 군인, 정치가로 작위는 후작이다.
총리대신을 두번 지냈으며, 그가 참석한 군함의 진수식에서 신토의 신관이 "곤노효에(ごんのひょうえ)"란 별명을 지어주었는데, 이 이름을 선호하여 그대로 쓰게 되었다.

## 생애와 경력
사쓰마번(현재의 가고시마현) 출신으로 사무라이 아버지에게서 태어났다. 그는 청년 시절 영국-사쓰마 전쟁에 참전하였고 사쓰마 번군에 입대하였다. 보신 전쟁에도 사쓰마 번군으로 참전하여 도쿠가와 막부 타도에 나섰다.
메이지 유신 이후 왕정복고가 되자, 그는 훗날 해군병학교로 발전하는 해군병학료를 2기로 수료하고 훈련순양함에 승선하여 유럽과 남아메리카 등을 돌아보았다. 그는 현장에서 많은 경험을 익혀 그가 쓴 포술 교본은 일본 해군의 정식 교과서로 채택되었다.
이후 순양함의 함장으로서 1890년 조선에 파견되어 위안 스카이와 비밀리에 회담하는 막후밀사 역을 하기도 했다. 그는 해군 대신이었던 사이고 주도의 후견으로 해군의 막후 실력자가 되었으며, 이때 사쓰마 번 출신 장교들에 대한 우대인사 관행과 해군의 군수 부정을 근절하려고 노력하였다. 그리고 대본영에서 해군의 지위를 육군과 동등하게 하려고 힘썼다. 그는 대청 강경책을 지지하여, 청일 전쟁을 지도하였다. 그 후 해군대신 겸 해군대장으로 승진하여 러일 전쟁 당시에는 도고 헤이하치로를 연합함대 사령관으로 발탁하여 승리에 기여하였다. 이후 남작 작위를 받고, 후에 후작까지 승진하였다.
1913년에는 총리대신에 취임하여 육군, 해군대신의 현직무관제를 폐지, 정부의 민주화와 문민화를 이루려고 하였다. 그러나 해군의 군수 조달에 관련된 부정사건(지멘스 사건)으로 사임하였다. 간토 대지진이 일어난 이후 그는 다시 총리대신에 취임하여 도쿄의 재건에 큰 리더십을 발휘하였으나, 1923년 12월에 벌어진 이른바 "천황 저격 음모 사건"이라고 부르는 도라노몬 사건에 대한 책임을 지고 사퇴한 후 정계를 은퇴하였다.

## 같이 보기
- 제1차 야마모토 내각
- 제2차 야마모토 내각
- 야기누마 준코 - 곤노효에의 현손녀